# Montgai
Montgai (spanisch Mongay) ist eine katalanische Gemeinde (municipio) mit 637 Einwohnern (Stand: 2024) in der Provinz Lleida im Nordosten Spaniens. Sie liegt in der Comarca Noguera. Neben dem Hauptort Montgai gehört die Ortschaft Butsènit d’Urgell zur Gemeinde.

## Geographische Lage
Montgai liegt etwa 35 Kilometer nordöstlich von Lleida in einer Höhe von ca. 285 m. 

## Bevölkerungsentwicklung
| Jahr      | 1970 | 1981 | 1991 | 2001 | 2011 | 2021 |
| Einwohner | 1013 | 915  | 863  | 790  | 720  | 655  |

## Sehenswürdigkeiten
- Burganlage von Montgai
- Kirche Mariä Himmelfahrt in Montgai
- Kirche Mariä Himmelfahrt in Butsènit d’Urgell

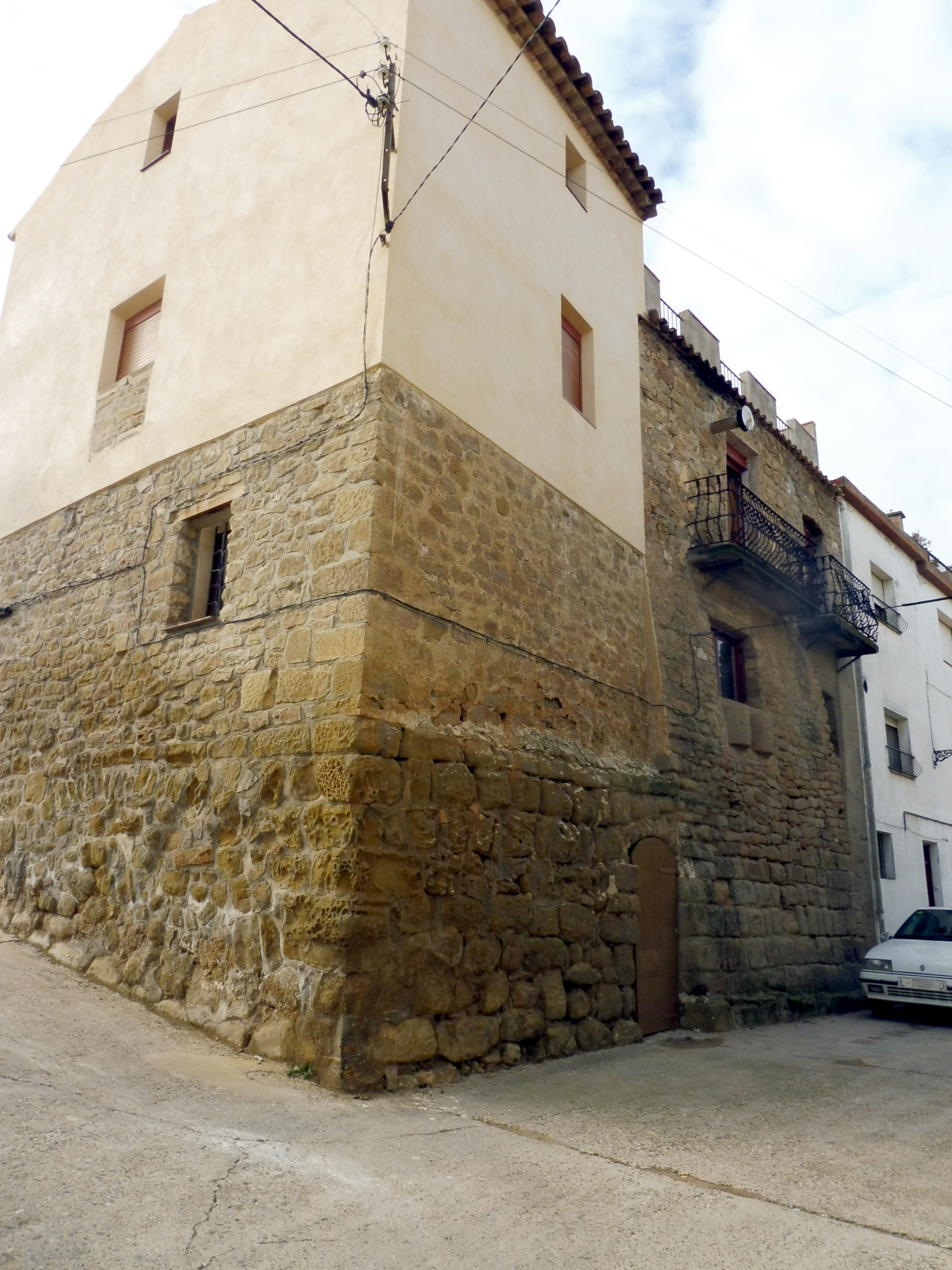
Reste der Burg von Montgai
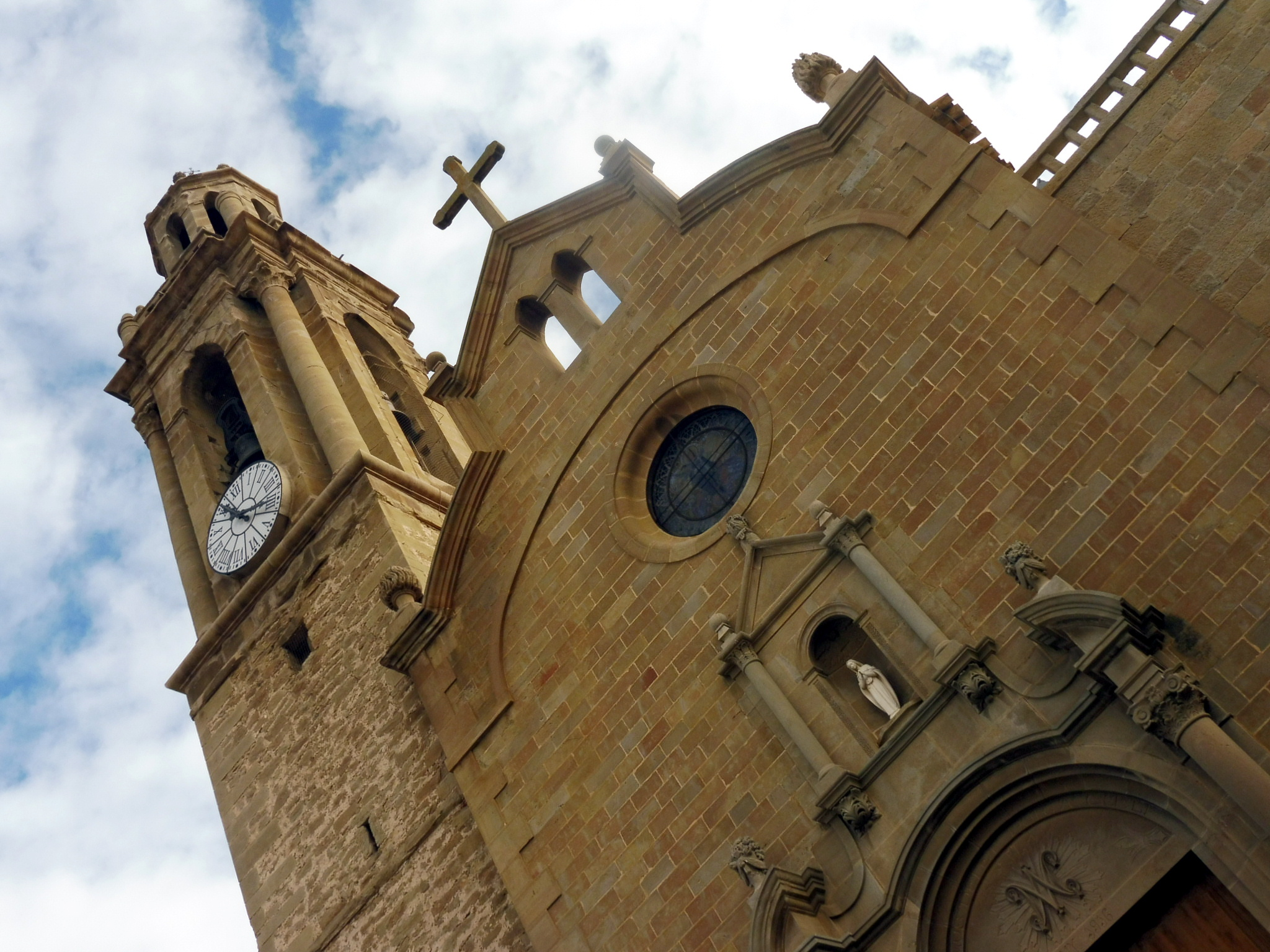
Kirche Mariä Himmelfahrt in Montgai
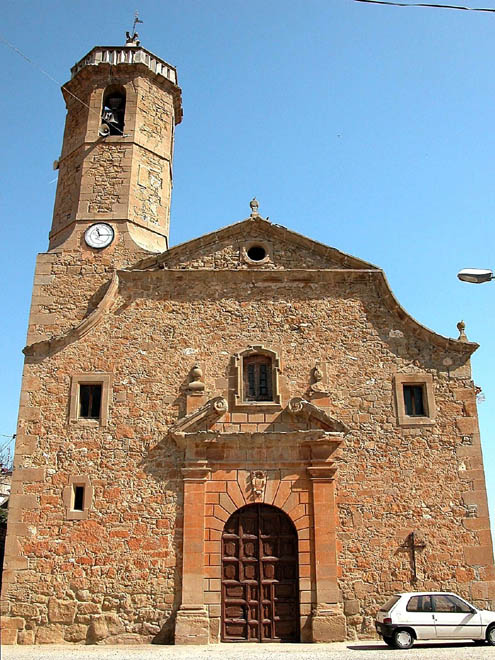
Kirche Mariä Himmelfahrt (Butsènit d’Urgell)